# Actinopus reznori
Actinopus reznori (лат.) — вид мигаломорфных пауков из семейства Actinopodidae. Бразилия (штат Рио-де-Жанейро). Назван в честь американского рок-музыканта Трента Резнора, лидера группы Nine Inch Nails. Общая длина 7,4 мм; карапакс в длину 3,9 мм и в ширину 3,5 мм. Карапакс, хелицеры, стернум, бёдра, вертлуг, бедро, пателла, голени, метатарзус и лапки желтовато-коричневые; голени щупиков жёлтые. Брюшко бледно-серое. Хелицеры с 10 зубцами вдоль пролатерального ряда зубов. Самцы Actinopus reznori отличаются от таковых A. anselmoi боолее заметной PA (prolateral accessory keel); наличие двух (а не одного) килей на пролатеральном копулятивном бульбусе и зубчатого участка, расположенного дорсально на пролатеральном эмболусе.